# Wirtschaft in Landau in der Pfalz
| Größte Weinbaugemeinden im Anbaugebiet | Rang unter allen rheinland-pfälzischen Weinbaugemeinden nach Rebfläche | Bestockte Rebfläche (in ha) | Rebsorten | Rebsorten |
| Größte Weinbaugemeinden im Anbaugebiet | Rang unter allen rheinland-pfälzischen Weinbaugemeinden nach Rebfläche | Bestockte Rebfläche (in ha) | weiße     | rote      |
| Größte Weinbaugemeinden im Anbaugebiet | Rang unter allen rheinland-pfälzischen Weinbaugemeinden nach Rebfläche | Bestockte Rebfläche (in ha) | (in %)    | (in %)    |
| -------------------------------------- | ---------------------------------------------------------------------- | --------------------------- | --------- | --------- |
| Pfalz                                  |                                                                        | 23.363                      | 59,3      | 40,7      |
| Landau (Pfalz)                         | 1                                                                      | 2.039                       | 59,8      | 40,2      |
| Neustadt (Weinstr.)                    | 2                                                                      | 2.012                       | 60,8      | 39,2      |

Die Wirtschaft in Landau in der Pfalz ist erheblich geprägt vom Weinbau; mit 2039 Hektar bestockter Rebfläche ist die Stadt die größte Weinbaugemeinde in Rheinland-Pfalz.

## Bruttoinlandsprodukt
Im Jahre 2016 erbrachte Landau, innerhalb der Stadtgrenzen, ein Bruttoinlandsprodukt (BIP) von 1,857 Milliarden €. Das BIP pro Kopf lag im selben Jahr bei 40.655 € (Rheinland-Pfalz: 34.118 €, Deutschland 38.180 €) und lag damit über dem regionalen und nationalen Durchschnitt. Das BIP je Erwerbsperson beträgt 58.311 €. In der Stadt waren 2016 ca. 31.900 Erwerbstätige Personen beschäftigt. Die Arbeitslosenquote lag im Dezember 2018 bei 4,5 % und damit leicht über dem Durchschnitt von Rheinland-Pfalz von 4,1 %.

## Ansässige Unternehmen

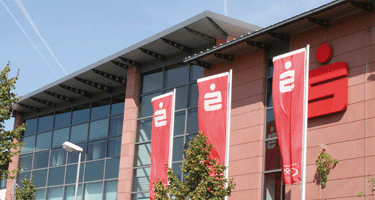
Zentrale der sparkasse Südpfalz

Wichtige am Ort vertretene Unternehmen sind unter anderem Michelin, ein Werk der Pechiney-Aluminium-Gruppe sowie das inhabergeführte Großhandelsunternehmen Chr. Ufer GmbH mit einer Firmenhistorie von über 225 Jahren. Über die Tiefdruckerei wwk der Schlott-Gruppe wurde am 1. April 2011 ein Insolvenzverfahren eröffnet. Landau verfügt über ein umfangreiches Einzelhandels- und Dienstleistungsangebot.
In Landau ansässig sind unter anderem das im Lebensmittelhandel tätige Unternehmen Frey & Kissel, die K&K Verlagsanstalt, der Verlag Empirische Pädagogik sowie die Sparkasse Südpfalz und die VR Bank Südpfalz. Landau ist Sitz von Gummi-Mayer, dem vormals größter Reifenhändler und Runderneuerer Deutschlands sowie der APL Automobil-Prüftechnik Landau GmbH.

## Gesundheit
Neben dem Klinikum Landau-SÜW im Norden befindet sich im Süden der Kernstadt das Vinzentius-Krankenhaus. Darüber hinaus existierten zeitweise die Fachklinik Landau und die Fachstelle Sucht Landau, die beide unter der Trägerschaft der Evangelischen Heimstiftung Pfalz standen.

## Erdölförderung

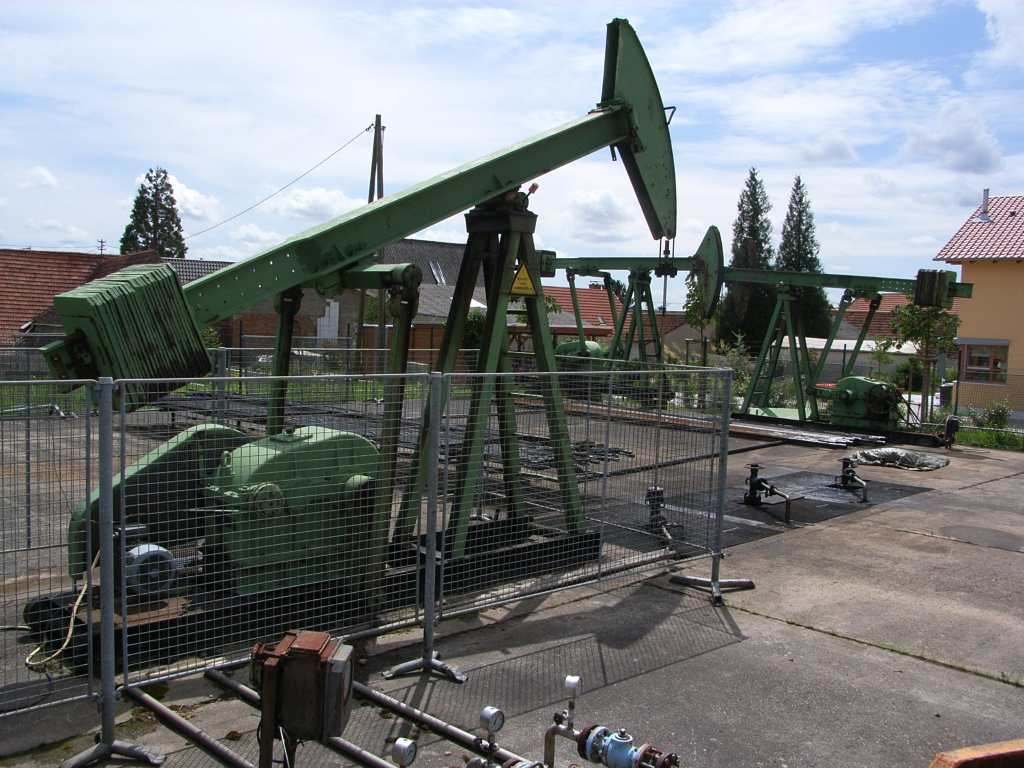
Pferdekopfpumpe im Stadtteil Nußdorf

Im Gemeindegebiet von Landau befinden sich 68 Ölförderstellen des Landauer Ölfeldes. Unter der Nußdorfer Scholle lagert das Erdöl in 500 bis 1.800 Metern Tiefe. Es wird seit 1955 von der BASF-Tochter Wintershall unter Anwendung von Pferdekopfpumpen gefördert; 2011 betrug die Fördermenge 21.050 Tonnen, wobei der Wasseranteil im Öl bei ca. 90 % liegt. Das Öl wird in der MiRO-Raffinerie in Karlsruhe weiterverarbeitet. 30 Personen sind an der Landauer Außenstelle der Wintershall Holding GmbH beschäftigt.

## Geothermiepionierstadt Landau
In Landau wurde 2007 mit dem 3 Megawatt Strom produzierenden Geothermiekraftwerk Landau das erste funktionierende Erdwärmekraftwerk in der Oberrheinischen Tiefebene errichtet.
Am 15. August und 14. September 2009 kam es in Landau zu leichten seismischen Ereignissen der Stärken 2,7 bzw. 2,4 auf der Richterskala. Das rheinland-pfälzische Umweltministerium hat eine Expertenkommission mit der Untersuchung dieser Seismizität auf einen möglichen Zusammenhang mit dem Kraftwerksbetrieb beauftragt. Am 11. November 2009 leitete die Betreiberfirma der Geothermieanlage mit vorgeschalteten Funktionstests die Wiederaufnahme des Probebetriebs ein. Zuvor hatte das rheinland-pfälzische Wirtschaftsministerium bestätigt, dass das Kraftwerk alle notwendigen Sicherheitskriterien erfüllt.

## Trinkwasser
Außer Dammheim beziehen alle Stadtteile das Trinkwasser von Energie Südwest. Rund 60 Prozent davon stammt aus Quellen, der Rest wird direkt dem Grundwasser entnommen. Das Quellwasser wird im Westen von Landau abgegeben.

## Forstwirtschaft

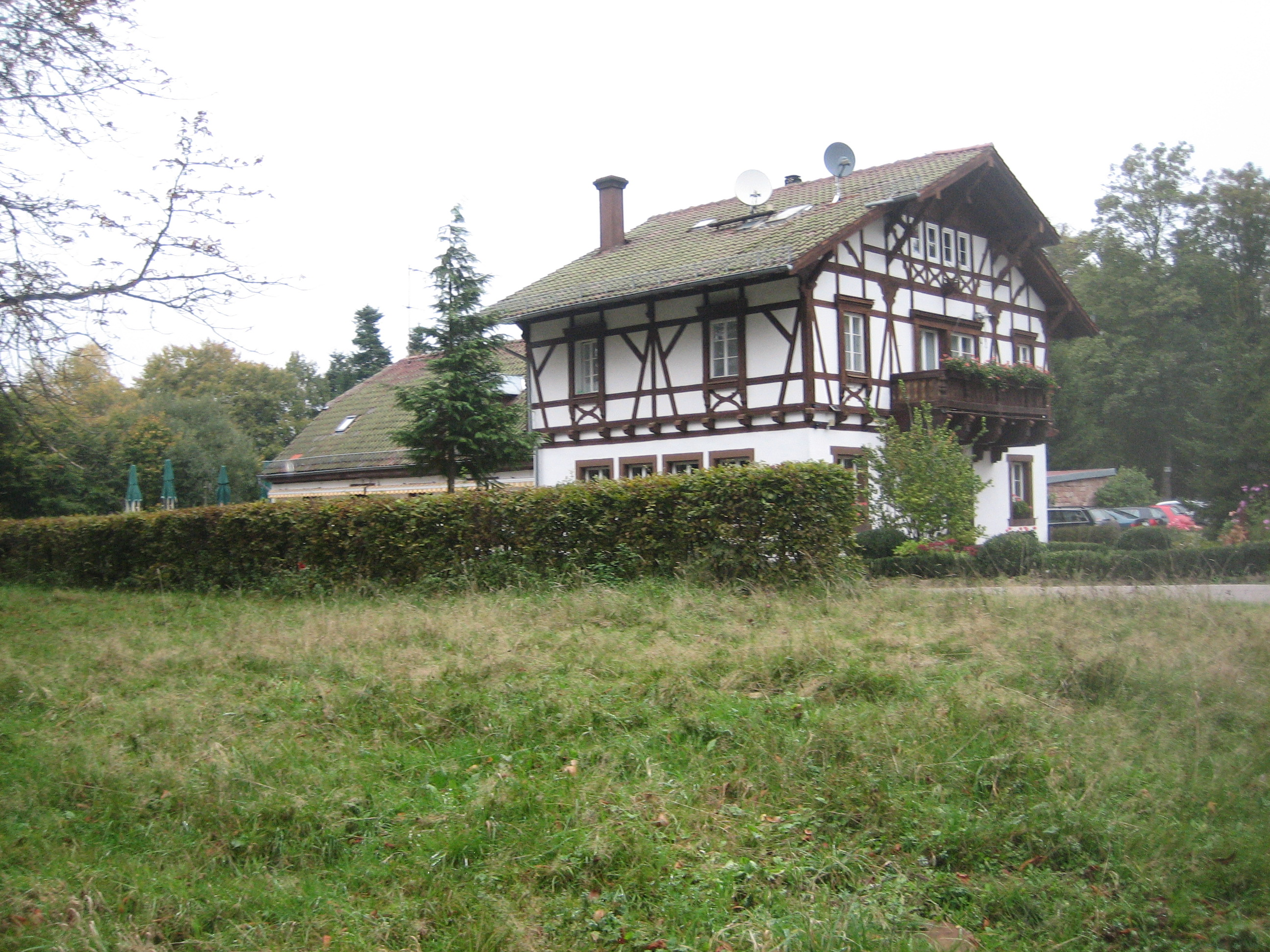
Forsthaus Taubensuhl

Im Zuge der Haingeraide war Landau an der sogenannten ersten Haingeraide – alternativ Ober-Haingeraide – beteiligt, die in der frühen Neuzeit aufgelöst und deren größter Teil der Stadt unterstellt wurde. Beteiligt waren an der ersten Haingeraide ebenso Nußdorf und Godramstein, deren Waldexklaven seit der Eingemeindung die Fortsetzung des Landauer Stadtwaldes bilden. Zudem ist Landau Sitz des Forstamtes Haardt. Im Landauer Stadtwald befindet sich außerdem das Forsthaus Taubensuhl.